# Shirley Jones
Shirley Mae Jones (Charleroi (Pennsylvania), 31 maart 1934) is een Amerikaans actrice. Ze won in 1961 onder meer een Oscar voor haar bijrol als prostituee Lulu Bains in de dramafilm Elmer Gantry. Daarnaast werd ze in zowel 1961 (voor Elmer Gantry), 1963 (hoofdrol in de filmmusical The Music Man), 1971 als 1972 (beide keren voor haar hoofdrol in de komedieserie The Partridge Family) genomineerd voor een Golden Globe en in zowel 1970 (hoofdrol in de dramafilm Silent Night, Lonely Night), 2006 (bijrol in de televisiefilm Hidden Places) als 2010 (eenmalige gastrol in de dramaserie The Cleaner) voor een Primetime Emmy Award.
Jones maakte in 1950 haar acteerdebuut met een eenmalige verschijning in de dramaserie Fireside Theatre. Haar eerste filmrol volgde in 1955, als Laurey in de muzikale western Oklahoma!. Jones kreeg in 1986 een ster op de Hollywood Walk of Fame.

## Carrière
Jones had rollen in meer dan dertig films, meer dan vijftig inclusief televisiefilms. Daarnaast speelde ze eenmalige gastrollen in meer dan 25 televisieseries en vaker voorkomende personages in meer dan tien andere. Jones meest omvangrijke rol hierin was die als moeder van vijf Shirley Renfrew Partridge in de muzikale komedieserie The Partridge Family. Zij en haar stiefzoon David Cassidy zongen hierin (als enige castleden) hun liedjes zelf.

## Filmografie
*Exclusief 20+ televisiefilms
| - On the Wing (2018) - Waiting in the Wings: The Musical (2014) - A Strange Brand of Happy (2013) - Family Weekend (2013) - Generic Thriller (2009) - Christmas Is Here Again (2007, stem) - The Creature of the Sunny Side Up Trailer Park (2006) - Grandma's Boy (2006) - Raising Genius (2004) - Manna from Heaven (2002) - The Adventures of Cinderella's Daughter (2000) - Shriek If You Know What I Did Last Friday the Thirteenth (2000) - Ping! (2000) - Gideon (1999) - Tank (1984) - Beyond the Poseidon Adventure (1979) - The Cheyenne Social Club (1970) | - The Happy Ending (1969) - El golfo (1969) - The Secret of My Success (1965) - Fluffy (1965) - Bedtime Story (964) - L'intrigo (1964) - A Ticklish Affair (1963) - The Courtship of Eddie's Father (1963) - The Music Man (1962) - Two Rode Together (1961) - Pepe (1960) - Elmer Gantry (1960) - Bobbikins (1959) - Never Steal Anything Small (1959) - April Love (1957) - Carousel (1956) - Oklahoma! (1955) |

## Televisieseries
*Exclusief eenmalige gastrollen
- Over the Garden Wall - stem Moeder van Beatrice (2014, twee afleveringen)
- Raising Hope - Christine (2013-2014, twee afleveringen)
- Cougar Town - Anne (2013, twee afleveringen)
- Good Luck Charlie - Linda Duncan (2012, twee afleveringen)
- Days of Our Lives - Colleen Brady (2008, zes afleveringen)
- Monarch Cove - Grace Foster (2006, veertien afleveringen)
- Cover Me: Based on the True Life of an FBI Family - Mary Colomby (2001, twee afleveringen)
- The Drew Carey Show - Celia (1998-1999, drie afleveringen)
- Something So Right - Kate (1996-1997, twee afleveringen)
- Burke's Law - Barbara Mansfield (1994-1995, twee afleveringen)
- The Slap Maxwell Story - Kitty (1988, vijf afleveringen)
- The Love Boat - Priscilla Moore (1983, twee afleveringen)
- Shirley - Shirley Miller (1979-1980, dertien afleveringen)
- The Partridge Family - Shirley Renfrew Partridge (1970-1974, 96 afleveringen)

## Privé
Haar eerste huwelijk met acteur Jack Cassidy duurde van 1956 tot en met 1975. Samen met hem kreeg ze drie zoons, onder wie Patrick Cassidy in 1962. Jones trouwde in 1977 opnieuw, met acteur Marty Ingels. Ze bracht in 1990 een boek uit over haar leven met Ingels, getiteld Shirley and Marty: An Unlikely Romance.
- Biblioteca Nacional de España: XX1519430
- Bibliothèque nationale de France: cb14066992c (data)
- CiNii: DA14382674
- Gemeinsame Normdatei: 119019175
- International Standard Name Identifier: 0000 0001 1497 4509
- Library of Congress Control Number: n81026232
- Nationale Bibliotheek van Letland: 000338536
- MusicBrainz: 681cc70d-fa1e-44f5-bfec-a28d18743329
- Nationale Bibliotheek van Israël: 987007377598305171
- Nederlandse Thesaurus van Auteursnamen: 073508144
- SNAC: w6d79kmg
- Système universitaire de documentation: 099027941
- Trove: 905539
- Union List of Artist Names: 500121355
- Virtual International Authority File: 118327710
- WorldCat: E39PBJmTrKtFjqyCXj8JrR8cT3